# Ay corazón/Recuerdo un tren
«Ay corazón/Recuerdo un tren» es un doble sencillo del cantautor español José Luis Perales del álbum Con el paso del tiempo. Fue lanzado en 1986 por la discográfica Sony Music bajo el sello CBS.

## Lista de canciones
| Lado A |              |          |  |
| N.º    | Título       | Duración |  |
| 1.     | «Ay corazón» |          |  |

| Lado B |                    |          |  |
| N.º    | Título             | Duración |  |
| 1.     | «Recuerdo un tren» |          |  |

## Créditos y personal

### Músicos
- Arreglos y dirección de orquesta: Maurizio Fabrizio

### Personal de grabación y posproducción
- Todas las canciones compuestas por José Luis Perales
- Compañía discográfica: Sony Music
- Sello discográfico: CBS Internacional; Nueva York, Estados Unidos

### Créditos y personal
- Perales, José Luis (2012). «DISCOGRAFÍA - CON EL PASO DEL TIEMPO». Archivado desde el original el 26 de abril de 2012. Consultado el 15 de enero de 2013.

- Datos: Q17622140